# Fallbrook
La ville de Fallbrook est une zone non incorporée au nord du Comté de San Diego en Californie (États-Unis).
En 2010, le recensement de la population était de 30 534 habitants, contre 29 100 habitants en 2000.
Le centre-ville de Fallbrook n'est pas en bordure d' autoroute. Il se situe à 9,7 km à l'ouest de l'autoroute 15 et à 8 km au nord de la California State Route 76. Fallbrook est situé immédiatement à l'est du Camp Pendleton du Corps des Marines des États-Unis. Il abritait autrefois un arrêt de la diligence reliant Temecula à San Diego.
Fallbrook est connu pour ses bosquets d'avocats et revendique le titre de capitale mondiale de l'avocat. Fallbrook est appelé ou connu en tant que Village sympa. Le festival de l'avocat se tient au centre-ville chaque année et attire une foule nombreuse.

## Histoire
La communauté de Fallbrook commence dans la région, connue aujourd'hui en tant que Live Oak Park County. Le premier établissement permanent y a été enregistré en 1869, lorsque la famille Reche Vital s'y installe. Ils appellent cette nouvelle communauté Fall Brook du nom de leur  ancienne ferme en Pennsylvanie.
Le tracé actuel de la ville remonte en 1885. L'école d'origine de Fallbrook, bien que fermée en tant qu'école, en 1939, sert toujours la communauté en tant que Clubhouse Reche. L'une des églises de la communauté a été construite en 1890 et est encore en usage aujourd'hui.
Les chênes étaient les premiers arbres à Fallbrook. Les oliviers deviennent une des principales cultures dans les années 1920 jusqu'à la Seconde Guerre mondiale, mais ont finalement été abandonnés en faveur de l'industrie de l'avocat et des fleurs. Il existe plus de soixante pépinières de gros et de détail dans la communauté.

## Climat
Fallbrook a une moyenne de température annuelle de 16,2 °C. En raison de la brise de l'océan en vigueur, le taux d'humidité est relativement faible et constant.
La température diurne moyenne à Fallbrook est de 24,5 °C, même si, durant l'été, les températures peuvent facilement dépasser 32,1 °C et atteignent souvent 37,8 °C. La plupart de la région est à l'abri du gel, pendant les périodes les plus froides et la température moyenne, nocturne, est d'environ 5,8 °C.
Les précipitations annuelles sont d'environ 41 cm (principalement entre novembre et avril). La région est idéale pour les avocats, les fraises, les tomates et beaucoup d'autres fruits subtropicaux, les légumes et les fleurs.

## Géographie
Fallbrook se trouve à des altitudes comprises entre 166 et 500 mètres, avec une moyenne autour de 228 m.
La zone de planification communautaire de Fallbrook  est d'environ 110 km². Selon le bureau du recensement des États-Unis, le Census-designated place a une superficie totale de 46 km² dont 45 km² de terres et 0,078 km² (0,19 %) d'eau.

## Démographie

### 2010
Le recensement de 2010 États-Unis a rapporté que Fallbrook avait une population de 30 534 habitants. La densité de population était de 671.3/km ². 
La répartition raciale de Fallbrook était de 20 454 (67,0 %) blancs, 489 (1,6 %) Afro-Américains , 233 (0,8 %) Amérindiens , 592 (1,9 %) Asiatiques, 71 (0,2 %) Océano-Américains , 7372 (24,1 %) d'autres origines et 1323 (4,3 %) de deux races ou plus. Les hispaniques ou latinos de n'importe quelle origine représentent 13 800 personnes (45,2 %).
Le recensement a rapporté que 30 383 personnes (99,5 % de la population) vivaient en ménage, 94 (0,3 %), vivaient dans des quartiers de groupes non institutionnalisés  et 57 (0,2 %) ont été institutionnalisées.
Il y avait 9 999 ménages, dont 3 929 (39,3 %) avaient des enfants âgés de moins de 18 ans, vivants avec eux, 5 953 (59,5 %) étaient des couples, de sexe opposé, mariés vivants ensemble, 1 140 (11,4 %) ont eu un chef de famille féminin sans le mari. Actuellement, 577 (5,8 %) ont un chef de famille masculin sans présence de femme. Il y avait 528 ménages (5,3 %) non mariés de sexe opposé en partenariats et 45 (0,5 %) sont des couples homosexuels mariés ou en partenariats. 1 782 ménages (17,8 %) étaient constitués de personnes seules et 870 (8,7 %) composés d'au moins une personne de 65 ans ou plus. La moyenne des ménages était de 3,04 personnes. Il y avait 7 670 familles :  la taille moyenne des familles était de 3,40.
La population a augmenté de 8 045 personnes (26,3 %) âgées de moins de 18 ans, 3 768 personnes (12,3 %) âgées de 18 à 24 ans, 7 022 personnes (23,0 %) âgées de 25 à 44 ans, 7 457 personnes (24,4 %) de 45 à 64 ans, et 4 242 personnes (13,9 %) âgées de 65 ans ou plus. L'âge médian était de 34,7 ans. Pour 100 femmes il y avait 99.5 hommes tandis que pour 100 femmes âgées de 18 ans et plus, il y avait 98,3 hommes.
Le taux de vacance des propriétaires était de 2,4 %, le taux d'inoccupation était de 8,5 %. 17 274 personnes (56,6 % de la population) vivaient dans des unités occupées par le propriétaire du logement et 13 109 personnes (42,9 %) vivaient dans des logements locatifs.

### 2000
Au recensement de 2000, il y avait 29 100 personnes, 9 367 ménages et 7 343 familles résidentes dans la zone. La densité de population était de 642.0/km ². 
La répartition raciale était de 71,78 % de blancs, 1,43 % d'afro-américains, 0,90 % d'amérindiens, 1,54 % d'asiatiques, 0,30 % d'océano-américains, 20,16 % d'autres races, et 3,89 % de deux races ou plus. Les hispanique ou latinos de toute races représentaient 37,30 % de la population.
Il y avait 9 367 ménages dont 39,5 % avaient des enfants, mineurs de 18 ans  vivant avec eux, 63,3 % étaient des ménages mariés vivant ensemble, 10,2 % ont eu un chef de ménage féminin sans le mari et 21,6 % étaient des non-familles. 8,4 % des ménages avaient quelqu'un  vivant avec eux âgé de 65 ans ou plus.
Le revenu médian pour un ménage était 43 778 $ et le revenu médian pour une famille était de 48 157 $. Les hommes avaient un revenu médian de 31 615 $ contre 27 116 $ pour les femmes. Le revenu par habitant étaient de 18 152 $. 
Environ 10,7 % des familles et 14,7 % de la population vit en dessous du seuil de pauvreté, comprenant 20,3 % de moins de 18 ans et 8,1 % âgés de 65 ans ou plus.

## Politique
Au regard de la législature de l'état de Californie Fallbrook fait partie du  36e district du Sénat, représenté par le républicain Joel Anderson et dans  la 66e assemblée de l'état de Californie, représentée par le républicain Kevin Jeffries. 
Au niveau fédéral, Fallbrook est réparti entre le 49e district congressionnel de Californie, représenté par le républicain Darrell Issa et le 50e district congressionnel représenté par Duncan D. Hunter.

## Impact des feux de forêt de 2007

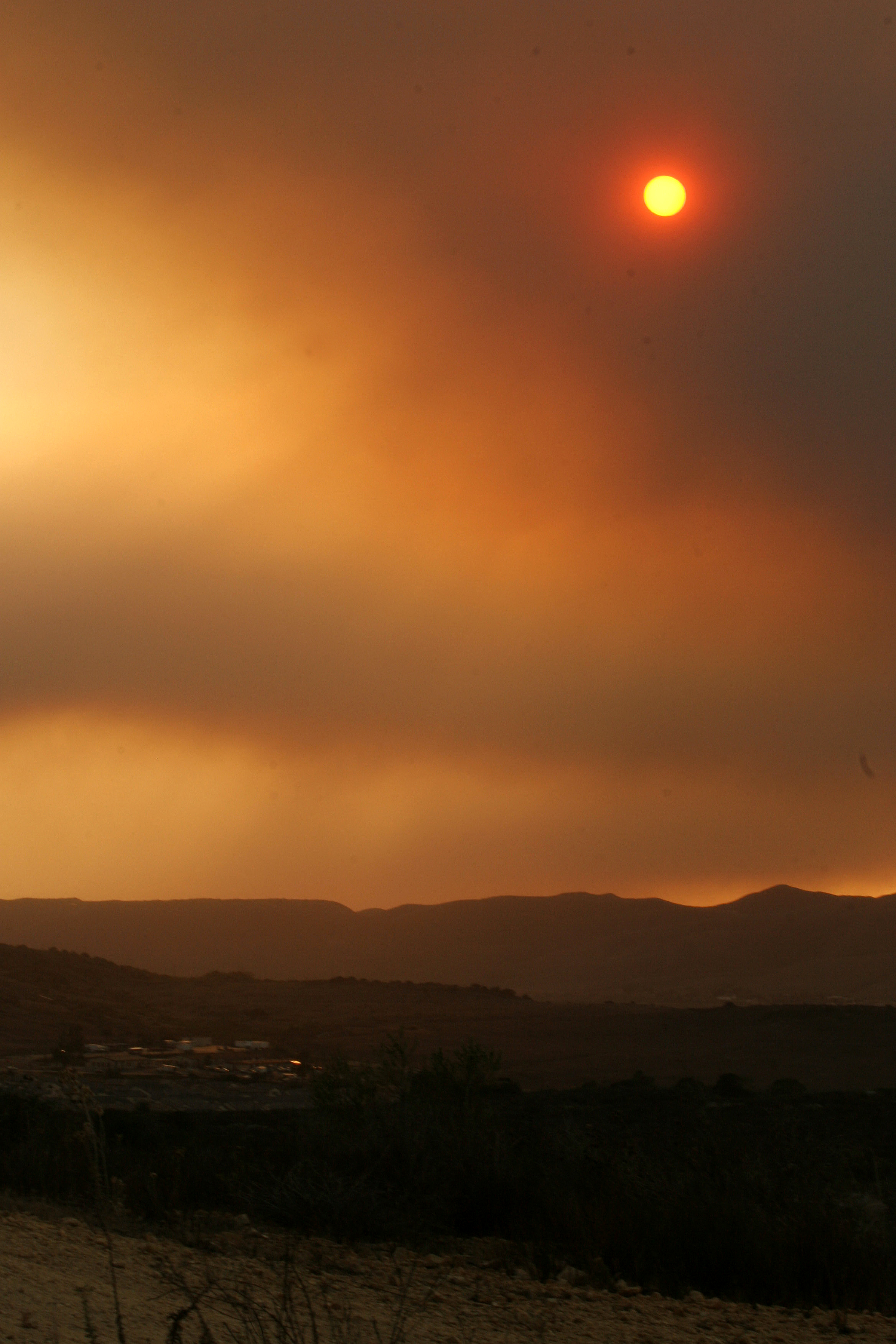
Incendie à Fallbrook

Le 21 octobre 2007, les incendies de forêt ont éclaté à travers le comté de San Diego et d'autres parties du sud de la Californie. Le feu traverse la route Interstate 15 et se répand dans la région de l'est de Fallbrook, le long de la route Reche. Une évacuation obligatoire de tous les résidents est ordonnée. À partir du 23 octobre 2007, au moins deux cents bâtiments avaient brûlé incluant plus de cent maisons dans le Valley Oaks Trailer Park et Pala Mesa Village.

## Liste des écoles
- Fallbrook lycée des syndicats
- James E. Potter junior Highschool
- Fallbrook Street Elementary
- Maie Ellis primaire
- La Paloma primaire
- Live Oak primaire (Fallbrook)
- William H. Frazier primaire
- St. Peters Catholic School K-8
- Iowa Street School
- Zion Lutheran School Maternelle-8
- Oasis Lycée

## Résidents notables
Fallbrook est un centre pour les arts avec des résidents de longue date qui favorisent une atmosphère créative ainsi que les nouveaux arrivants qui apportent des talents supplémentaires dans la région. Dans les années 1940 et 1950, ce fut la résidence du réalisateur Frank Capra qui produisait des olives dans son ranch de Red Mountain. Il a siégé au conseil d'administration du district de l'eau locale et produit un  court-métrage sur les droits à l'eau, une controverse avec le gouvernement fédéral intitulé L'histoire Fallbrook.
 
Dans le milieu des années 2000, Fallbrook gagne en popularité parmi les célébrités de Hollywood. Parmi ceux qui ont des résidences principales ou secondaires à Fallbrook :
- Dave Mustaine
- Rita Coolidge
- Tony Hawk (ancien résident)
- Howard Keel
- Dean McDermott
- Tom Metzger
- Jason Mraz[3]
- Duke Snider
- Tori Spelling
- T. Jefferson Parker
- Leo Howard
- Christie Repasy, artiste floral américain